# Serratovolva
Serratovolva là một chi ốc biển, là động vật thân mềm chân bụng sống ở biển thuộc họ Ovulidae.

## Các loài
Các loài thuộc chi Serratovolva bao gồm:
- Serratovolva dondani (Cate, 1964)[2]
- Serratovolva luteocincta Celzard, 2008[3]
- Serratovolva minabeensis Cate, 1975[4]